# James Holman
James Holman (ur. 15 października 1786 w Exeter, zm. 29 lipca 1857 w Londynie), znany jako „Ślepy podróżnik” – był brytyjskim poszukiwaczem przygód oraz pisarzem książek. Holman jest pierwszym niewidomym, który opłynął świat oraz odwiedził każdy zamieszkały kontynent.

## Życiorys

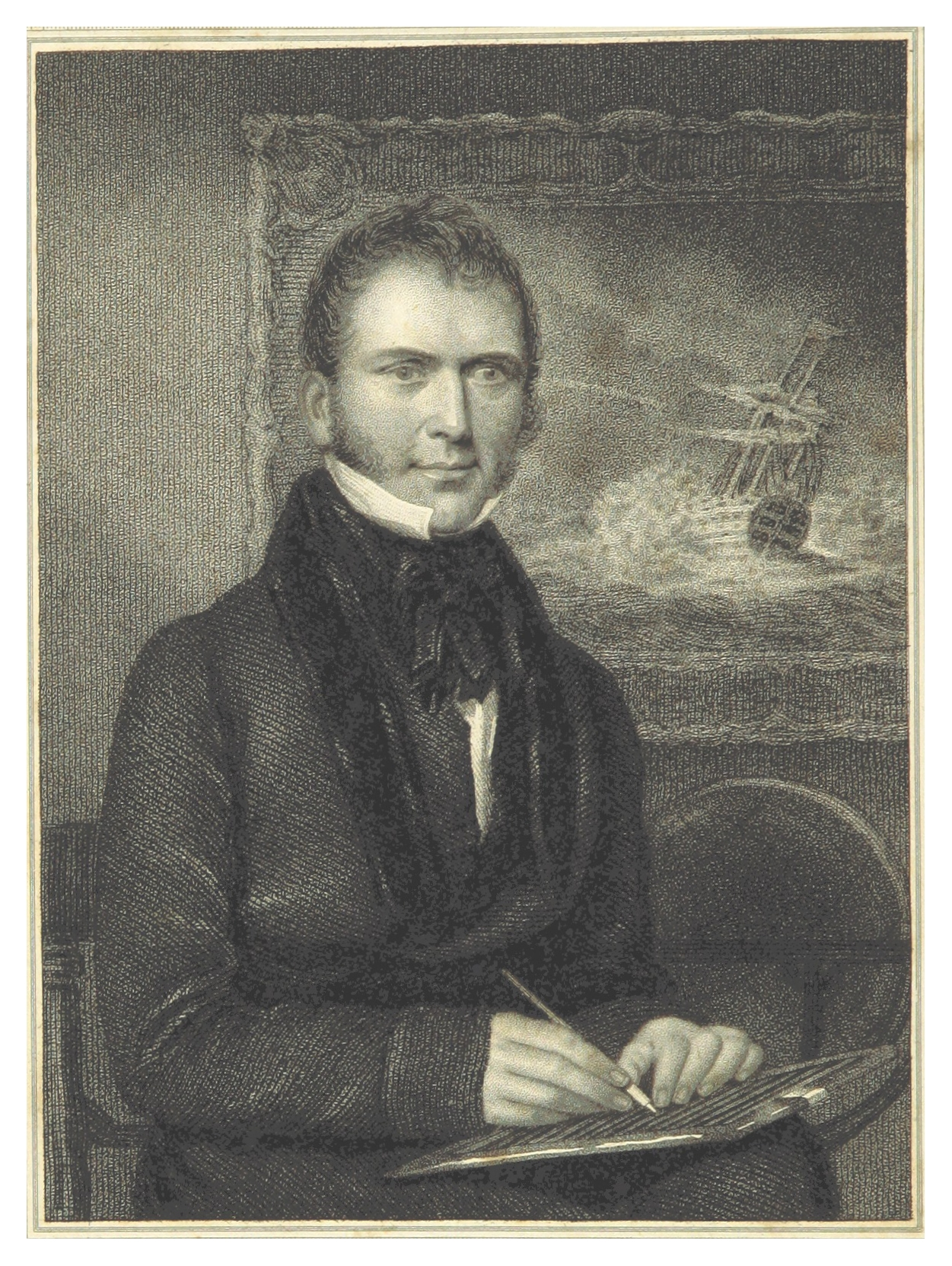
Holman piszący książkę za pomocą noctographu

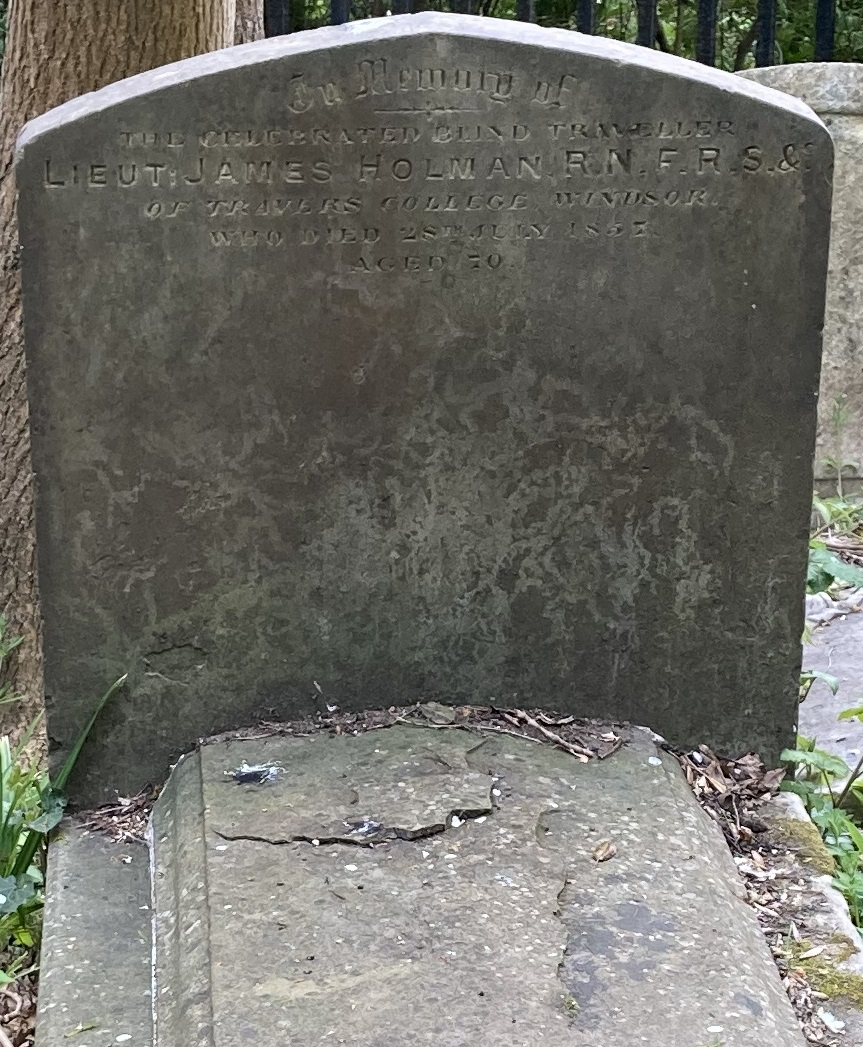
Grób Jamesa Holmana

James Holman urodził się 15 października 1786 roku w Exeter jako syn aptekarza. W 1798 roku wstąpił do Royal Navy, gdzie w kwietniu 1807 roku został mianowany porucznikiem. W 1812 roku nieopodal Ameryki Południowej zachorował na gościec, który spowodował trwałą utratę wzroku, przez co w wieku 25 lat musiał odejść z marynarki. W Anglii został uhonorowany jako bohater wojenny i mianowany morskim rycerzem Windsoru i zamieszkał w zamku Windsor. Jego jedynym obowiązkiem było zmówienie 2 razy dziennie modlitwy za króla i jego doradców. Jednak siedzący tryb życia spowodował nawrót choroby. Przełożeni zakonu zezwolili mu na opuszczenie Anglii w celu podreperowania zdrowia. Na cel pierwszej wyprawy obrał Syberię. Ponieważ był ślepy, całą drogę przebył wędrując za powozem przywiązany sznurem. Jednak wysłannicy cara pojmali go i odstawili do najbliższej granicy, uznając go za szpiega. Następnie wyruszył do Australii, stamtąd przepłynął Ocean Indyjski, w połowie rejsu dostał się na Cejlon, następnie wyruszył na Madagaskar, potem zwiedził Seszele. Wyruszył też do Włoch, gdzie wspiął się na Wezuwiusz w trakcie erupcji wulkanu. Poruszał się za pomocą echolokacji, drewnianą laską z metalowym końcem co kilka kroków uderzał w podłoże. Fale dźwiękowe odbijały się od pobliskich obiektów i wracały do jego uszu. Przebywając w Anglii napisał kilka książek o swoich przygodach oraz kilka prac naukowych za pomocą noctographu. Za pracę na temat rozprzestrzeniania się nasion sprawiły, że został wybrany na członka Royal Society. Jednak za każdym razem kiedy kończył pisać książkę, choroba atakowała ze zdwojoną siłą. W końcu przełożeni w Windsorze zakazali mu dalszych wypraw, skazując go na areszt domowy. W 1855 roku zaczął pisać autobiografię pt. Holman's Narratives of His Travels, którą ukończył tuż przed śmiercią, jednak nie została wydana, gdyż wydawcy zwracali uwagę na kiepskie wyniki sprzedaży jego poprzednich książek. James Holman zmarł 29 lipca 1857 roku w Londynie, został pochowany na Cmentarzu Highgate.

## Książki
Holman napisał 7 książek o swoich przygodach:
- The Narrative of a Journey through France
- Travels through Russia, Siberia, Poland, Austria, Saxony, Prussia and Hanover
- A Voyage Round the World – podzielona na 4 tomy: Travels in Africa, Travels in Asia, Travels in Australasia oraz Travels in America
- Holman's Narratives of His Travels

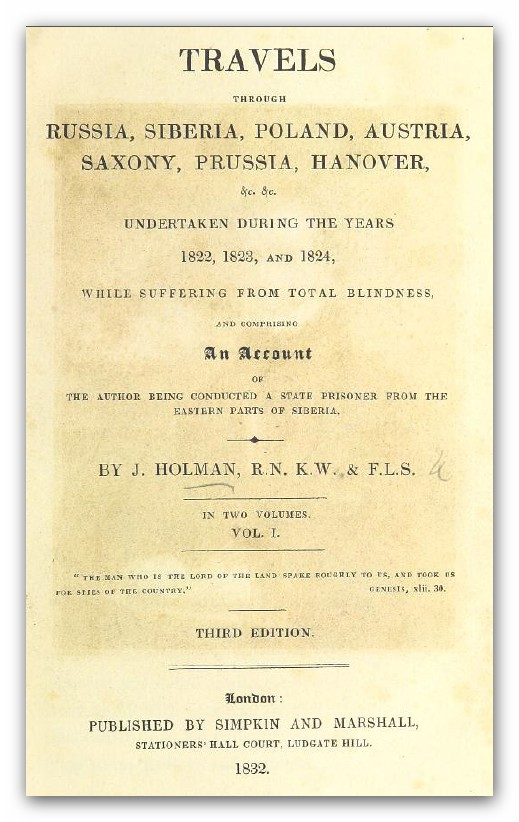
Podróże przez Rosję, Syberię, Polskę, Austrię, Saksonię, Prusy oraz Hanower
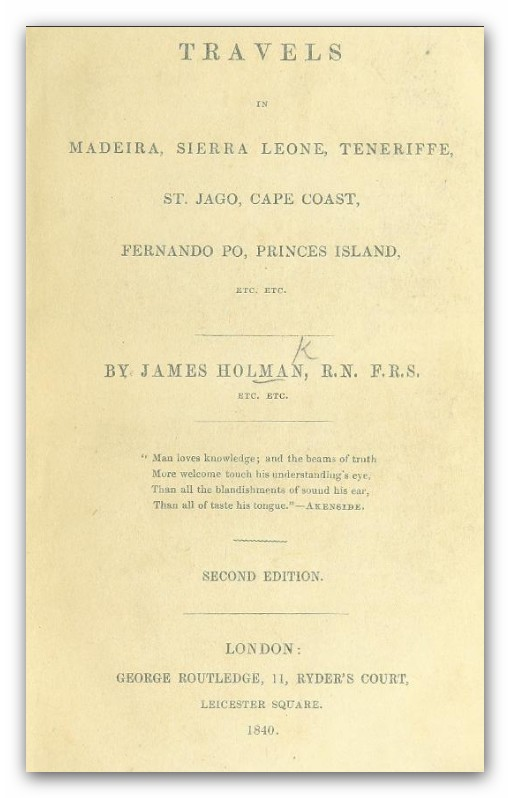
Podróże na Maderze, Sierra Leone, Teneriffe, St. Jago oraz Cape Coast